# Râul Hilișoara
Râul Hilișoara este un curs de apă, afluent al râului Nădrab. 